# Fresnay-le-Long
Fresnay-le-Long – miejscowość i gmina we Francji, w regionie Normandia, w departamencie Sekwana Nadmorska.
Według danych na rok 1990 gminę zamieszkiwały 204 osoby, a gęstość zaludnienia wynosiła 39 osób/km² (wśród 1421 gmin Górnej Normandii Fresnay-le-Long plasuje się na 697. miejscu pod względem liczby ludności, natomiast pod względem powierzchni na miejscu 670.).